# Nyírbogát
Nyírbogát là một làng thuộc hạt Szabolcs-Szatmár-Bereg, Hungary. Làng này có diện tích 55,36 km², dân số năm 2010 là 3209 người, mật độ 58 người/km².